# Karel Čapek
Karel Čapek (n. 9 ianuarie 1890, Malé Svatoňovice⁠(d), Regatul Boemiei, Austro-Ungaria – d. 25 decembrie 1938, Vinohrady⁠(d), Cehoslovacia) a fost un desenator, jurnalist, prozator și un dramaturg ceh, unul dintre cele mai populare nume ale literaturii cehe. Čapek este cel care a pus în circulație cuvântul „robot” în sensul modern al cuvântului, în lucrarea sa R.U.R..

## Carieră literară
A scris schițe, romane, piese de teatru, eseuri. Studiază la Brno, Paris, Berlin, Praga. În 1915 obține la Universitatea din Praga doctoratul în filozofie cu o teza despre pragmatism, apoi devine gazetar și se remarcă prin reportaje ilustrate de el însuși, cu desene foarte spirituale. 
Între 1921 și 1923 este și regizor la teatrul municipal din Praga-Vinohrady. Primele volume de povestiri le semnează împreună cu fratele său Josef Čapek, scriitor, pictor și filozof. Se pare că acest Josef a fost inventatorul termenului „robot”, deși lumea îi atribuie în mod eronat lui Karel aceasta invenție. Karel Čapek a fost interesat și de genurile literare „periferice”, de paraliteratură, față de care marii creatori au adesea prejudecăți: a practicat genuri periferice cum ar fi literatura de anticipație, cântecele de bâlci, romanele "pentru cameriste", romanul polițist și scenariile de film. 
Autorul sau preferat, de a cărui influență se pare că nu a rămas străin, a fost Gilbert Keith Chesterton, iar prietenul sau privilegiat a fost Tomáš Masaryk, primul președinte al Cehiei, cu care realizează și o provocatoare carte de convorbiri (1928–1935). În povestirile din Cartea apocrifelor, scrise între 1920 și 1937, dar extrem de actuale, Capek este "mai el însuși" decât oriunde, combinând satira cu subtextul umanist, pastișa cu originalitatea, râsul și verva cu disperarea.

## Teatru

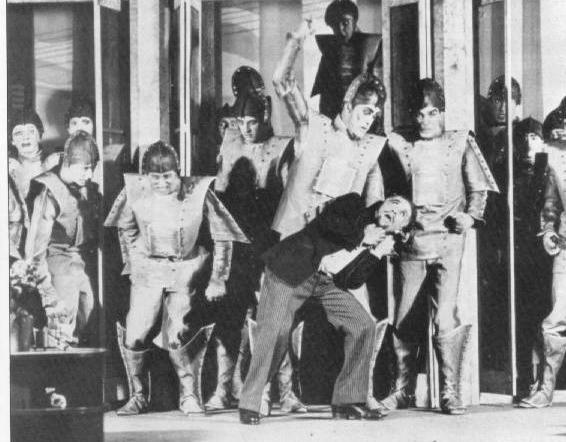
Scena rebeliunii roboților
din piesa R.U.R.

- R.U.R. (1920)
- Rețeta Makropolus (1922)
- Boala albă (1937)
- Mama (1938)

## Romane
- Fabrica de absolut (1922)
- Krakatit (1924)
- Trilogia Hordubal (1933), Meteorul (1934), O viață obișnuită (1934)
- Război cu salamandrele (1936)

## Povestiri
- Povestiri dintr-un buzunar (1929),
- Povestiri din celălalt buzunar (1929),